# Vua tiếng Việt (mùa 1)
Mùa thứ nhất của chương trình Vua tiếng Việt do Đài Truyền hình Việt Nam thực hiện, được phát sóng vào lúc 20:30 thứ sáu hàng tuần trên kênh VTV3 từ ngày 10 tháng 9 năm 2021 đến ngày 4 tháng 3 năm 2022. NSƯT Xuân Bắc là người dẫn chương trình của mùa này.

## Luật chơi
Mỗi tập có 4 người chơi tham dự. Để giành chiến thắng trong chương trình, họ phải trải qua 4 vòng thi; sau mỗi vòng, người có số điểm thấp nhất sẽ bị loại. Điểm số của mỗi vòng sẽ được làm mới về 0 điểm qua các vòng sau.
Kể từ tập 2 (17 tháng 9, 2021), mỗi tập có một chủ đề chính. Các câu hỏi của chương trình trong một tập sẽ chủ yếu xoay quanh chủ đề của tập đó.

### Vòng 1: Phản xạ
Thí sinh có 90 giây để trả lời một bộ câu hỏi gồm 13 câu với các yêu cầu khác nhau (chọn từ đúng chính tả; ghép các chữ cái thành một từ/cụm từ hoàn chỉnh; đếm số danh từ/động từ/tính từ, số từ viết sai chính tả trong 1 câu; viết từ đúng; điền từ trong câu ca dao/tục ngữ; điền một chữ vào từ; xác định chữ cái;...). Với mỗi câu hỏi, thí sinh chỉ được trả lời một đáp án và không được thay đổi, mỗi câu trả lời đúng sẽ được cộng 1 điểm. Người chơi có quyền bỏ qua, nhưng trả lời sai sẽ không được cộng điểm và không được trả lời lại; nếu đã hết bộ câu hỏi và còn thời gian, MC sẽ hỏi lại từ đầu các câu hỏi mà người chơi đã bỏ qua trước đó. Phần chơi của người đó sẽ kết thúc khi hết giờ hoặc khi trả lời xong tất cả 13 câu (không bỏ qua câu nào).
Mỗi một lượt, sau hiệu lệnh của MC, ánh sáng sân khấu sẽ chạy quanh ngẫu nhiên để chọn một người chơi.
Trong trường hợp có từ hai thí sinh trở lên bằng điểm nhau và thấp điểm nhất, họ sẽ phải tham gia phần Câu hỏi phụ (theo cách thức chơi của vòng Phản xạ, không tính thời gian và không tính điểm) để xác định những người được đi tiếp. Thí sinh bấm chuông để trả lời, nếu đúng sẽ lọt vào vòng 2. Việc này sẽ lặp lại cho đến khi chỉ còn một người chơi, và người này sẽ bị loại. Số câu hỏi phụ bằng số thí sinh phải tham gia trừ đi 1.

### Vòng 2: Giải nghĩa
Ba người chơi vượt qua vòng 1 sẽ thay phiên nhau thực hiện các vai trò sau: một người miêu tả một từ do MC chọn trong từ điển, hai người còn lại đoán. Người miêu tả sẽ có 10 giây để xem trước từ được chỉ định trong từ điển, sau đó sẽ có 60 giây để mô tả từ đó (không được dùng ngôn ngữ cơ thể). Chỉ khán giả truyền hình, MC và người miêu tả mới biết từ cần đoán. Hai thí sinh còn lại bấm chuông để giành quyền trả lời (không giới hạn lượt bấm). Nếu trả lời sai, người miêu tả vẫn tiếp tục diễn tả từ được yêu cầu cho đến khi hết giờ hoặc có người trả lời đúng, khi đó cả người miêu tả và thí sinh trả lời đúng sẽ được cộng một số điểm tương ứng như sau:
- Trong 15 giây đầu tiên: 4 điểm
- Từ giây thứ 16 đến 30: 3 điểm
- Từ giây thứ 31 đến 45: 2 điểm
- Từ giây thứ 46 đến 60: 1 điểm
- Sau giây thứ 60: 0 điểm

Người miêu tả sẽ bị coi là phạm luật nếu nói ra bất cứ phần tiếng nào của từ được yêu cầu, sử dụng từ của tiếng nước ngoài hoặc dùng ngôn ngữ cơ thể (khi đó họ sẽ bị cảnh cáo bằng một tiếng còi "việt vị"); từ nói trên cũng sẽ bị bỏ đi và thí sinh phải miêu tả một từ khác.
Mỗi thí sinh có 2 lượt miêu tả, cứ sau mỗi 2 từ thì phần miêu tả sẽ được chuyển cho người chơi kế tiếp (theo thứ tự chữ cái trong tên). Sau 6 từ (không bao gồm những từ phạm quy), người có điểm số thấp nhất trong vòng thi này sẽ bị loại.
Trong trường hợp có hai người chơi bằng điểm nhau và thấp điểm nhất, một từ phụ sẽ được đưa ra và giải nghĩa bởi người còn lại (không tính thời gian và có tính điểm) để xác định người được đi tiếp. Nếu cả 3 người có điểm số bằng nhau, MC sẽ là người miêu tả từ phụ cho các thí sinh. Khi đó sẽ có 2 từ phụ, ai bấm chuông trước và trả lời đúng ở mỗi từ sẽ được tham gia vòng 3.

### Vòng 3: Xâu chuỗi
Một nghệ sĩ khách mời sau khi biểu diễn trong chương trình sẽ mang tới 1 mật thư, bên trong là 1 câu hỏi mà MC sẽ hỏi những người chơi tại một thời điểm nhất định (thông thường, câu hỏi này sẽ là một phần lời trong bài hát của nghệ sĩ, và nằm ở câu 5 hoặc 6).
Ở vòng này, hai người chơi sẽ sắp xếp 9 câu với các từ đã được sắp xếp lộn xộn trước đó để tạo thành câu đúng và có nghĩa, mỗi câu hỏi có 30 giây để trả lời. Người chơi bấm chuông để giành quyền trả lời; trả lời đúng sẽ được 1 điểm. Phần chơi này sẽ kết thúc theo một trong bốn trường hợp sau:
- Một người chơi đạt 5 câu trả lời đúng trước tiên, người đó sẽ thắng ngay lập tức;
- Không ai đạt đủ 5 câu trả lời đúng sau 9 câu, khi đó người nhiều điểm hơn (ví dụ: 3 - 2, 4 - 3,...) sẽ thắng;
- Một người chơi dẫn trước một số điểm mà đối phương không thể cân bằng ở các câu hỏi còn lại (ví dụ: A được 4 điểm còn B được 1 điểm sau 7 câu, A thắng vì B chỉ có thể thêm tối đa 2 điểm);
- Tỉ số hòa sau 9 câu hỏi chính, người trả lời đúng câu câu hỏi phụ (cũng là một dãy từ; không giới hạn thời gian và không tính điểm) trước sẽ thắng.

Sau cùng, người chiến thắng sẽ lọt vào vòng Soán ngôi, người còn lại sẽ bị loại.

### Vòng 4: Soán ngôi
Thí sinh ở vòng 4 sẽ trả lời 3 câu hỏi, với nội dung lần lượt như sau:
- Câu 1: Tìm 2 từ đồng nghĩa (gần nghĩa) hoặc trái nghĩa với từ đã cho.
- Câu 2: Tìm 3 từ trái nghĩa hoặc đồng nghĩa (gần nghĩa) với từ đã cho.[d]
- Câu 3: Làm một bài thơ dài 4 câu theo thể thơ đã chọn ngẫu nhiên và trong đó phải có từ khóa cho sẵn. Người chơi lựa chọn thể thơ bằng cách bốc thăm;[e] nếu lá thăm rơi vào một trong hai ô đặc biệt, người chơi sẽ nhận đặc quyền tương ứng và cần bốc thăm lại tới khi trúng một trong số các thể thơ nhất định.

| 5 chữ | 7 chữ | Song thất lục bát | Lục bát | Tự do | Ngũ ngôn Đường luật | Tặng thêm 5 triệu VND | Thêm 30 giây |

Những câu hỏi ở vòng này đều được ban cố vấn đưa ra nhận định để chấm điểm. Cần có ít nhất 2 thành viên ban cố vấn đồng ý để một đáp án/bài thơ được chấp nhận. Trong một số trường hợp (ở 2 câu hỏi đầu), một đáp án có thể không được ban cố vấn chấp thuận nhưng vẫn được tính do phù hợp với định nghĩa tương ứng trong cuốn từ điển của chương trình.
Người chơi có 30 giây để suy nghĩ và trả lời mỗi câu hỏi; phải trả lời đúng câu trước đó để trả lời câu hỏi sau. Trả lời sai ở bất kỳ câu nào, trò chơi sẽ kết thúc. Nếu vượt qua câu số 3, người chơi đó sẽ được tuyên bố là "Vua tiếng Việt" của tuần và nhận được số tiền tương ứng. Người này sau đó sẽ đứng trước 2 sự lựa chọn: hoặc dừng cuộc chơi để mang số tiền mà họ đang có ra về, hoặc đeo chiếc nhẫn xanh của chương trình và ngồi lên "ngai vua" để thách đấu những người chơi khác ở tuần tiếp theo và có cơ hội tăng số tiền thưởng.
Khi có người đang tại vị trên "ngai vua", luật chơi sẽ thay đổi: cả người thách đấu và người tại vị sẽ cùng thi đấu (người đang tại vị từ tập trước sẽ chỉ tham gia thi đấu ở vòng này trong tập tiếp theo, còn người thách đấu sẽ là thí sinh còn sót lại trong số 4 thí sinh mới của tập).
- Trong câu hỏi thứ nhất, đáp án của người thách đấu được kiểm tra trước.
- Trong câu hỏi thứ hai, đáp án của người tại vị được kiểm tra trước.
- Trong câu hỏi thứ ba, mỗi người sẽ làm một bài thơ riêng, thể thơ do MC bốc thăm. Ban cố vấn sẽ đánh giá từng bài thơ một để quyết định người chiến thắng. Nếu ban cố vấn không chấp nhận cả 2 bài thơ, sẽ có 1 từ khóa khác được đưa ra và cả hai người phải làm thêm 1 bài thơ nữa với cùng thể thơ được chọn lúc đầu. Trong trường hợp chấp nhận cả 2 bài, ban cố vấn sẽ chọn người chiến thắng sau cùng. Còn nếu ban cố vấn chỉ chấp thuận một bài thơ thì người được chấp thuận bởi ban cố vấn sẽ thắng.

Trong trường hợp người tại vị thất bại, họ sẽ mất hết số tiền hiện có và phải trả lại nhẫn cho chương trình. Lúc này, người thách đấu vẫn sẽ phải tiếp tục giải quyết những câu hỏi còn lại để giành vị trí "Vua tiếng Việt". Nếu thành công, người thách đấu sẽ nhận được 30 triệu đồng và đứng trước hai lựa chọn như trên.
Nếu người thách đấu thất bại, trò chơi sẽ kết thúc và người tại vị sẽ thắng ngay lập tức và được tăng giải thưởng. Lúc này, người tại vị cũng sẽ đứng trước hai lựa chọn như trên (ngoại trừ tuần 4, người tại vị sẽ ra về với 180 triệu mà không cần phải quyết định).
Nếu cả người tại vị và thách đấu đều trả lời đúng, cả hai sẽ chơi tiếp cho đến khi người thách đấu thất bại hoặc đến với câu 3, lúc này ban cố vấn sẽ quyết định người chiến thắng.

#### Cách thức ghi nhận đáp án
Trong mỗi câu hỏi, các đáp án chủ yếu được đưa ra sau khi hết thời gian suy nghĩ. Tuy nhiên, người chơi cũng có thể trả lời ngay trong khi thời gian vẫn đang chạy (điều này thường không được áp dụng nhiều). Các đáp án được đưa ra thường cần phải được ghi trước trên trang nháp của người chơi.
Ở hai câu đầu, người chơi có thể viết nhiều đáp án hơn số lượng yêu cầu (5 từ tối đa), miễn là có đủ số đáp án đúng. Đối với câu hỏi số 3, cần viết ra ít nhất là từ đầu và từ cuối của mỗi câu thơ (không cần học thuộc bài thơ).

### Cơ cấu tiền thưởng
Giải thưởng của người chơi bắt đầu ở mức 30 triệu đồng. Nếu người soán ngôi thắng vòng 4 và không nhận số tiền thưởng này mà tiếp tục quay trở lại với chương trình thì sẽ phải tiếp tục nhận lời thách đấu của tuần tiếp theo để tăng số tiền hiện có, và cứ tiếp tục như vậy đến tuần thứ 4 với giải thưởng cao nhất 180 triệu đồng. Dưới đây là số tiền thưởng người chơi sẽ giành được nếu vượt qua vòng 4. Vượt qua vòng này càng nhiều lần, số tiền họ giành được càng cao. Nhận được 180 triệu đồng, người chơi cũng sẽ sở hữu nhẫn thách đấu vĩnh viễn.
| Tuần | Số tiền nhận được |
| ---- | ----------------- |
| 1    | 30.000.000 VNĐ    |
| 2    | 60.000.000 VNĐ    |
| 3    | 90.000.000 VNĐ    |
| 4    | 180.000.000 VNĐ   |

## Các tập phát sóng
| #  | Ngày phát sóng    | Thí sinh                         | Thí sinh                  | Thí sinh              | Thí sinh              | Người tại vị        |
| #  | Ngày phát sóng    | Bị loại ở vòng 1                 | Bị loại ở vòng 2          | Bị loại ở vòng 3      | Vòng cuối cùng        | Người tại vị        |
| -- | ----------------- | -------------------------------- | ------------------------- | --------------------- | --------------------- | ------------------- |
| 1  | 10 tháng 9, 2021  | Nguyễn Thanh Hương               | Nguyễn Trọng Trinh        | Lê Xuân Đức           | Nguyễn Bắc Bình       | Không có            |
| 2  | 17 tháng 9, 2021  | Lưu Mạnh Dũng                    | Trần Trung Kiên           | Trần Khánh Vy         | Phạm Thư Hiền         | Không có            |
| 3  | 24 tháng 9, 2021  | Bùi Mai Khuê                     | Nguyễn Bá Đăng            | Phùng Ngọc Nguyệt Hạ  | Hoàng Minh Châu       | Không có            |
| 4  | 1 tháng 10, 2021  | Lê Anh Đức (RichChoi)            | Đinh Mạnh Ninh            | Đỗ Thùy Thái Bình     | Vũ Nguyệt Ánh         | Không có            |
| 5  | 8 tháng 10, 2021  | Đoàn Thị Ly                      | Nguyễn Thanh Hương        | Lê Đức Anh            | Bùi Văn Hoàn          | Không có            |
| 6  | 15 tháng 10, 2021 | Trần Minh Phương                 | Bùi Nhật Anh              | Nguyễn Hữu Trường     | Vũ Kim Ngân           | Không có            |
| 7  | 22 tháng 10, 2021 | Ngô Đức Việt (Âu Việt)           | Phạm Minh Châu            | Lương Thị Thu Hương   | Phùng Khắc Bắc Linh   | Phùng Khắc Bắc Linh |
| 8  | 29 tháng 10, 2021 | Okabe Chikara (Nguyễn Khỏe Mạnh) | Nguyễn Minh Hiền          | Nguyễn Hà Trung       | Nguyễn Như Đức Minh   | Phùng Khắc Bắc Linh |
| 9  | 5 tháng 11, 2021  | Trần Thị Thu Huyền               | Đồng Hiền Trang Anh       | Trịnh Văn Huy         | Bùi Thị Dung          | Phùng Khắc Bắc Linh |
| 10 | 12 tháng 11, 2021 | Đỗ Phương Trang                  | Hồ Thị Phương             | Đinh Ngọc Thịnh       | Lý Việt Hùng          | Phùng Khắc Bắc Linh |
| 11 | 19 tháng 11, 2021 | Manhica Valter Vasco (Cường)     | Nguyễn Thị Vân Anh        | Trần Lê Ngọc Thắng    | Phạm Sơn Tùng         | Phạm Sơn Tùng       |
| 12 | 26 tháng 11, 2021 | Lê Thị Minh Phương               | Phan Thị Hồng Anh         | Nguyễn Việt Anh       | Ngô Trung Kiên        | Không có            |
| 13 | 3 tháng 12, 2021  | Phạm Nhật Quang                  | Vũ An Giang               | Nguyễn Hoàng Trâm Anh | Phạm Quỳnh Trang      | Không có            |
| 14 | 10 tháng 12, 2021 | Nguyễn Hà Anh                    | Phùng Khánh Linh          | Nguyễn Ngọc Diệp      | Đỗ Minh Quân          | Không có            |
| 15 | 17 tháng 12, 2021 | Nguyễn Hải Sơn                   | Nguyễn Thị Hồng Hạnh      | Lê Văn Đức            | Nguyễn Đức Mạnh       | Không có            |
| 16 | 24 tháng 12, 2021 | Bùi Xuân Hoàng                   | Nguyễn Hương Giang (Gigi) | Nguyễn Thị Diệu Hiền  | Bùi Ngọc Công         | Bùi Ngọc Công       |
| 17 | 31 tháng 12, 2021 | Nguyễn Thị Tình                  | David Coley               | Nguyễn Xuân Dũng      | Đào Thị Mây           | Không có            |
| 18 | 7 tháng 1, 2022   | Trương Quý Hải                   | Đỗ Xuân Phong             | Đỗ Thị Minh Loan      | Nguyễn Anh Tuấn       | Không có            |
| 19 | 14 tháng 1, 2022  | Lưu Hải Anh                      | Đặng Xuân Đạt             | Đinh Phương Ngọc      | Nguyễn Thị Mỹ Linh    | Không có            |
| 20 | 21 tháng 1, 2022  | Cam Văn Minh                     | Lưu Huy Hoàng             | Đỗ Thị Đoàn           | Nguyễn Thị Hồng Nhung | Không có            |
| 21 | 28 tháng 1, 2022  | Trần Hà Sơn Tùng                 | Rufino Aybar              | Phạm Quang Thọ        | Nguyễn Thúy Hường     | Nguyễn Thúy Hường   |
| 22 | 18 tháng 2, 2022  | Nguyễn Huyền Linh                | Trần Trung Minh Hiếu      | Nguyễn Thị Hồng Nhung | Vũ Thành Kiên         | Nguyễn Thúy Hường   |
| 23 | 25 tháng 2, 2022  | Nguyễn Thị Chung                 | Nguyễn Anh Vũ             | Cam Ngọc Anh Thư      | Nguyễn Thành Chung    | Nguyễn Thúy Hường   |
| 24 | 4 tháng 3, 2022   | Cee Jay                          | Bùi Phan Ngọc Bích        | Phạm Nguyên Ngọc      | Nguyễn San Ka         | Nguyễn Thúy Hường   |

## Thống kê

### Người chiến thắng
Đã có 10 thí sinh giành chiến thắng (trả lời đúng cả ba câu hỏi của vòng 4) ở mùa này, trong đó có 2 người giành được chiến thắng tuyệt đối và 2 người đã soán ngôi thành công:
1. Phạm Thư Hiền, trong tập 2 phát sóng ngày 17 tháng 9 năm 2021, giành được 30.000.000 đồng.
2. Phùng Khắc Bắc Linh, trong tập 10 phát sóng ngày 12 tháng 11 năm 2021, giành được 180.000.000 đồng (do chiến thắng 4 tuần liên tục).[4]
3. Phạm Sơn Tùng, trong tập 11 phát sóng ngày 19 tháng 11 năm 2021, đã bị soán ngôi ở mức 30.000.000 đồng.
4. Ngô Trung Kiên, soán ngôi thành công trong tập 12 phát sóng ngày 7 tháng 4 năm 2023, giành được 30.000.000 đồng.
5. Nguyễn Đức Mạnh (Mạnh Melody), trong tập 15 phát sóng ngày 17 tháng 12 năm 2021, giành được 30.000.000 đồng.
6. Bùi Ngọc Công, trong tập 16 phát sóng ngày 24 tháng 12 năm 2021, đã bị soán ngôi ở mức 30.000.000 đồng.
7. Đào Thị Mây, soán ngôi thành công trong tập 17 phát sóng ngày 31 tháng 12 năm 2021, giành được 30.000.000 đồng.
8. Nguyễn Anh Tuấn, trong tập 18 phát sóng ngày 7 tháng 1 năm 2022, giành được 30.000.000 đồng.
9. Nguyễn Thị Mỹ Linh, trong tập 19 phát sóng ngày 14 tháng 1 năm 2022, giành được 30.000.000 đồng.
10. Nguyễn Thúy Hường, trong tập 24 phát sóng ngày 4 tháng 3 năm 2022, giành được 180.000.000 đồng (do chiến thắng 4 tuần liên tục).

### Thí sinh dưới 18 tuổi
| #  | Tên thí sinh         | Tuổi | Tập | Kết quả |
| -- | -------------------- | ---- | --- | ------- |
| 1  | Bùi Mai Khuê         | 11   | 3   | Vòng 1  |
| 2  | Nguyễn Minh Hiền     | 17   | 8   | Vòng 2  |
| 3  | Đồng Hiền Trang Anh  | 14   | 9   | Vòng 2  |
| 4  | Nguyễn Hà Anh        | 11   | 14  | Vòng 1  |
| 5  | Đỗ Minh Quân         | 13   | 14  | Vòng 4  |
| 6  | Nguyễn Xuân Dũng     | 14   | 17  | Vòng 3  |
| 7  | Trần Hà Sơn Tùng     | 17   | 21  | Vòng 1  |
| 8  | Nguyễn Huyền Linh    | 12   | 22  | Vòng 1  |
| 9  | Trần Trung Minh Hiếu | 11   | 22  | Vòng 2  |
| 10 | Cam Ngọc Anh Thư     | 15   | 23  | Vòng 3  |

### Thí sinh là người nổi tiếng
| #  | Tên thí sinh                          | Nghề nghiệp                     | Tập | Kết quả         |
| -- | ------------------------------------- | ------------------------------- | --- | --------------- |
| 1  | Nguyễn Thanh Hương                    | Diễn viên                       | 1   | Vòng 1          |
| 2  | Nguyễn Trọng Trinh                    | Đạo diễn                        | 1   | Vòng 2          |
| 3  | Lưu Mạnh Dũng (Dũng Hớn)              | Diễn viên                       | 2   | Vòng 1          |
| 4  | Trần Khánh Vy                         | Dẫn chương trình                | 2   | Vòng 3          |
| 5  | Lê Anh Đức (RichChoi)                 | Ca sĩ, rapper                   | 4   | Vòng 1          |
| 6  | Đinh Mạnh Ninh                        | Ca sĩ                           | 4   | Vòng 2          |
| 7  | Bùi Nhật Anh (Nhật Anh Trắng)         | YouTuber, vlogger               | 6   | Vòng 2          |
| 8  | Nguyễn Hà Trung (Trung Ruồi)          | Diễn viên                       | 8   | Vòng 3          |
| 9  | Trần Lê Ngọc Thắng (Thắng Cuội)       | Nhà sáng tạo nội dung           | 11  | Vòng 3          |
| 10 | Nguyễn Việt Anh                       | Vlogger                         | 12  | Vòng 3          |
| 11 | Nguyễn Đức Mạnh (Mạnh Melody)         | Bình luận viên thể thao điện tử | 15  | 30.000.000 đồng |
| 12 | Nguyễn Hương Giang (Gigi Hương Giang) | Ca sĩ                           | 16  | Vòng 2          |
| 13 | Trương Quý Hải                        | Nhạc sĩ                         | 18  | Vòng 1          |